# Rudrama Devi

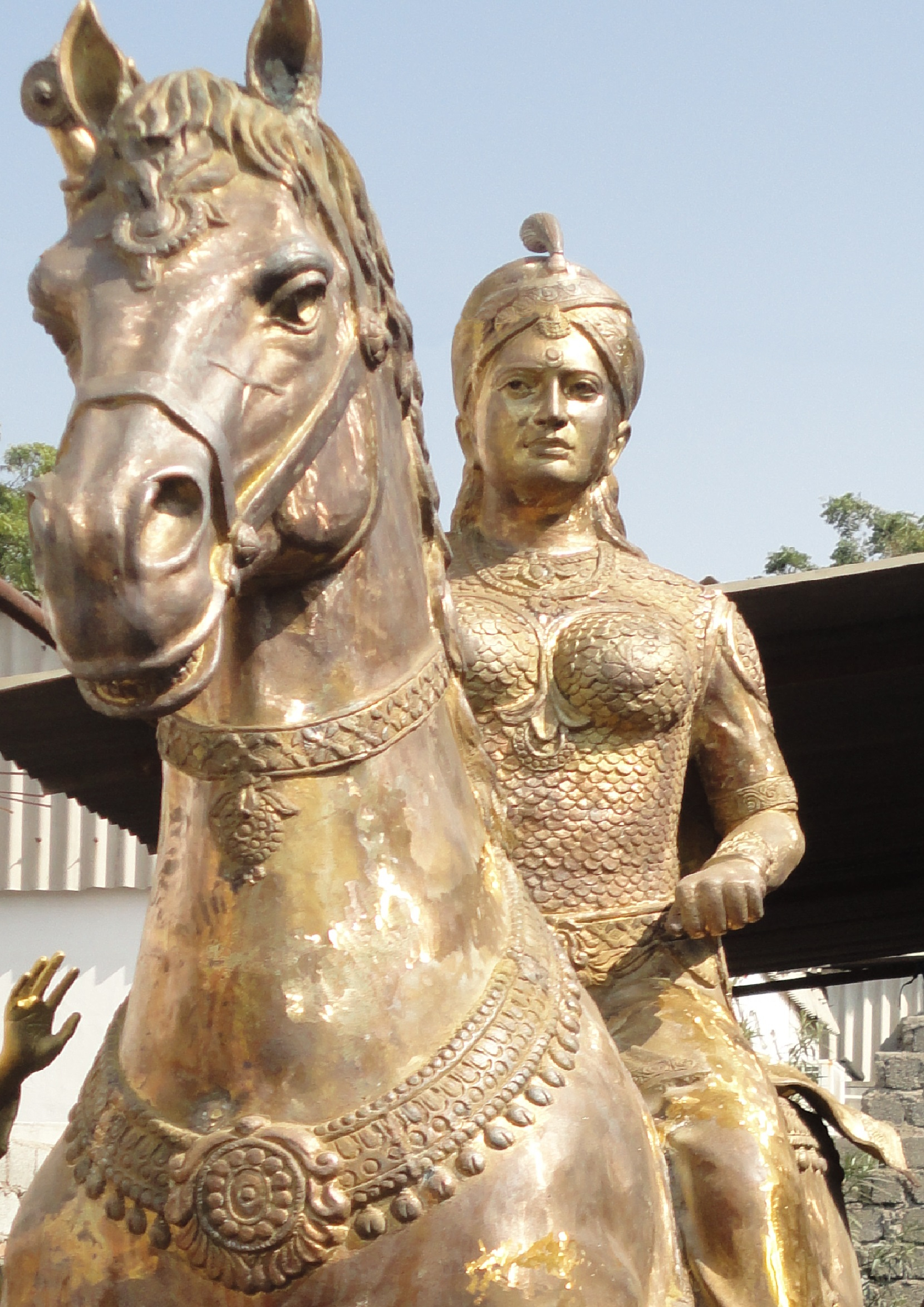
Statue von Rudrama Devi (21. Jhdt.)

Rudrama Devi (Telugu రుద్రమ దేవి; gestorben Nov. 1289), auch bekannt unter ihrem Herrschernamen Rudra-deva Maharaja, war eine Kakatiya-Königin, die von 1260 bis zu ihrem Tod weite Teile der heutigen südindischen Bundesstaaten Telangana und Andhra Pradesh regierte. Sie gehörte zu den wenigen und erfolgreichsten Herrscherinnen der indischen Geschichte.
Rudramas Vater und Vorgänger Ganapati (König von 1199 bis 1262), der keinen Sohn hatte, ernannte sie um 1260 zu seiner Mitregentin. 1263 wurde Rudrama Alleinherrscherin, wurde aber erst 1269 offiziell zur Herrscherin ernannt. Zu Beginn ihrer Herrschaft sah sich Rudrama offenbar mit einem Aufstand konfrontiert, den sie mit Unterstützung loyaler Gefolgsleute niederschlagen konnte. Sie eroberte in den späten 1250er und frühen 1260er Jahren einige der Gebiete zurück, die die Kakatiyas an ihre südlichen Nachbarn – die Pandyas – verloren hatten. Sie wehrte auch Invasionen der Seunas (früher auch Yadavas genannt) aus dem Nordwesten und der Gajapatis aus dem Nordosten ab. In den 1270er und 1280er Jahren verlor Rudrama einen Großteil ihres südlichen Territoriums durch einen Aufstand des Kayastha-Fürsten Amba-deva und verlor wahrscheinlich 1289 bei kriegerischen Auseinandersetzungen mit ihm ihr Leben. Ihr Enkel Prataparudra II. (König von 1289 bis 1323) folgte ihr auf den Kakatiya-Thron.
Die Herrschaft von Rudrama war bemerkenswert für den Aufstieg mehrerer nicht-aristokratischer Krieger in den Rang der Kshatriya. Sie verstärkte die Festung in der Reichhauptstatt Orugallu, dem heutigen Warangal, indem sie die Höhe der Innenmauer erhöhte und eine Außenmauer mit einem Graben umgab.

## Herkunft
Rudrama-devi, auch bekannt als Rudramba, war eine Tochter ihres Vorgängers König Ganapati-deva und der Königin Somamba. Manche Quellen beschreiben Rudrama fälschlicherweise als Ehefrau Ganapatis, darunter der venezianische Reisende Marco Polo, der das Königreich Kakatiya um 1293 n. Chr. Zeitgenössische epigraphische Zeugnisse beweisen jedoch, dass Rudrama eine Tochter Ganapatis und nicht seine Frau war.
Rudrama heiratete Vira-Bhadra, den Sohn des Fürsten Indu-Sekhara von Nidadavolu, einer Stadt im Norden des heutigen Andhra Pradesh, der der einst mächtigen Chalukya-Dynastie entstammte. Vermutlich hatte Ganapati diesen Chalukya-Zweig während seiner Eroberung von Vengi, der Region der Flussdeltas von Godavari und Krishna, im Jahr 1240 unterworfen und arrangierte kurz danach Rudramas Heirat, um sich die politische Loyalität der Chalukyas von Nidadavolu zu sichern.

## Übernahme der Regentschaft
Ganapati zog sich offenbar zurück, nachdem er Ende der 1250er Jahre an seiner Südgrenze gegen die Pandyas mehrere Niederlagen erlitten hatte. Er hatte keinen männlichen Erben und ernannte Rudrama zu seiner Nachfolgerin und ab ca. 1260 zur Mitregentin unter dem Herrschernamen Rudra-deva Maharaja. 1263 scheint sie dann die Alleinherrschaft übernommen zu haben. Sie führte den Titel Raya-gaja-kesari.
Inschriften nennen bis 1269 Ganapati-deva als Herrscher, was darauf hindeutet, dass er bis dahin noch lebte, während Rudrama eine designierte Königin war. Erst 1269 scheint sie auch offiziell zur Herrscherin erhoben worden zu sein.
Die Kakatiyas scheinen in den 1260er Jahren die Kontrolle über mehrere Gebiete verloren zu haben, die Teil von Ganapatis Königreich zu Zeiten seiner größten Ausdehnung waren. Die südlichsten Gebiete gingen an die Pandyas verloren, Teile der Küstengegend von Andhra im Osten gingen an die Gajapatid und Teile von Telangana im Nordwesten gingen an die Seunas (Yadavas) verloren. In der Region Vengi wurden für den Zeitraum von 1262 bis 1278 keine Aufzeichnungen über die Kakatiya gefunden, was darauf schließen lässt, dass ihre ehemaligen Vasallen – die Häuptlinge der Kona Haihaya und der Chalukya – die Oberhoheit der Kakatiya nicht mehr anerkannten.

## Aufstände
Offenbar lehnten einige Adlige und auch Rudramas eigene Verwandte die Ernennung einer Frau zur Thronfolgerin ab. Der Text „Pratapa-charitra“ aus dem 17. Jahrhundert berichtet, dass zwei Männer namens Hari-hara und Murari-deva gegen Rudrama revoltierten. Der Text beschreibt sie als Ganapatis Söhne seiner jüngeren Königinnen. Sie hätten die Kakatiya-Hauptstadt Orugallu/Warangal erobert und Rudrama von dort vertrieben. Rudrama sammelte daraufhin ihre Anhänger, eroberte die Festung zurück und ließ ihre Halbbrüder töten. Dieser Bericht wird durch keine sonstigen Beweise gestützt, und keine andere Quelle erwähnt diese angeblichen Söhne von Ganapati. Laut der Tripurantakam-Inschrift von Ganapatis Schwester Mailama war Hari-hara tatsächlich ein Onkel väterlicherseits von Ganapati. Obwohl die Historizität des „Pratapa-charitra“-Berichts zweifelhaft ist, bewahrt er wahrscheinlich die Erinnerung an eine Rebellion gegen Rudrama.
„Pratap-charitra“ berichtet auch, dass ein Fürst namens Prasaditya den Titel „Kakatiya-Rajya-Sthapana-Acharya“ [dt.: Säule der Unterstützung für das Kakatiya-Königreich] angenommen habe, der seine Rolle bei der Wiederherstellung der Macht der Kakatiya betont. Inschriften aus den Jahren 1275 bis 1290 n. Chr. benannten auch die Fürsten Maha-pradhana Kannara-nayaka, Maha-pradhana Ganapati-deva Maharajulu, Nisshanka Mallikarjuna Nayaka und Amba-deva aus der Familie Kayastha mit dem Titel „Raya-sthapan-acharya“. Die Malayala-Fürsten Gundaya-nayaka und Madaya-nayaka nahmen den Beinamen „svami-drohara-ganda“ an. Machaya Nayaka trug die Beinamen „svami-drohara-ganda“ und „svami-vamchakara-ganda“.

## Konflikt mit den Gajapatis aus Andhra

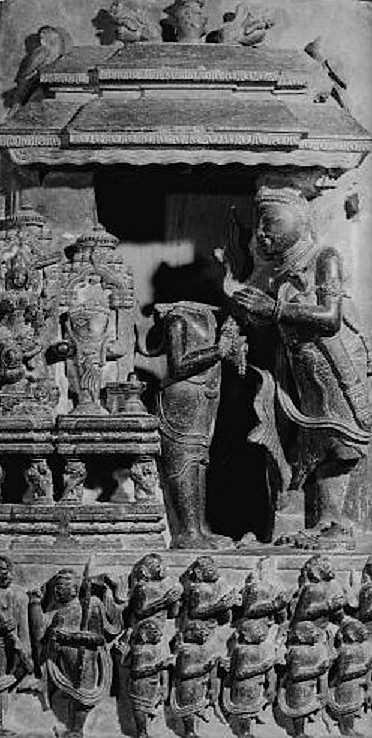
Gajapati-König Narasingha Deva I. im Gespräch mit seinem geistlichen Lehrer

Epigraphische Belege deuten darauf hin, dass die Gajapatis aus dem Nordosten während eines Großteils der 1260er und 1270er Jahre in der Küstenregion von Andhra präsent waren, die Teil von Ganapatis Königreich in seiner größten Ausdehnung war. Beispielsweise erwähnt eine Inschrift aus Draksharamam von 1262 n. Chr. Nara-simha-naradhipa ["Narasimha, der Herr der Menschen"], der höchstwahrscheinlich der Gajapati-König Narasingha Deva I. war. Bhanudeva I., der Sohn von Narasimha, fiel um 1274 n. Chr. in Vengi ein, wie seine beiden Inschriften in Draksharamam belegen. Arjuna-deva, der Matsya-Häuptling von Oddadi, sowie andere Häuptlinge begleiteten ihn.
Rudrama schickte den Gajapati-Streitkräften eine Armee unter der Führung der Brüder Poti Nayaka und Proli Nayaka entgegen, die die Titel „Gajapati-matta-matanga-simha“ [dt.: Löwe zum brunftigen Elefanten] und „Oddiyaraya-manamardana“ [dt.: Zerstörer des Stolzes des Odisha-Königs] trugen. Ihre Armee scheint die Autorität der Kakatiya in weiten Teilen der Küstenregion von Andhra wiederhergestellt zu haben, wobei die Macht der Gajapati auf das Gebiet nördlich des Godavari-Flusses beschränkt war.
Die Herrschaft der Kakatiya in der Region wird durch eine Inschrift von Karaparti Suraya Reddi aus den Jahren 1278–1279 n. Chr. bestätigt, in der er sich selbst als Diener von Kakatiya Rudradeva „Maharaja“, also Rudrama, bezeichnet. Andere Inschriften deuten darauf hin, dass die Kontrolle der Kakatiya über die Küstenregion von Andhra während der restlichen Regierungszeit Rudramas unangefochten blieb.

## Konflikte mit den Pandyas und ihren Vasallen
Gegen Ende der Herrschaft Ganapatis hatten die Pandyas unter Jatavarman Sundara I. (König von 1250 bis 1268) den südlichsten Teil des Kakatiya-Gebiets, einschließlich Nellore, erobert und kontrollierten es durch ihre Vasallen in den nachfolgenden Jahren. Die Inschriften von Rudramas Kayastha-Gefolgsmann Janniga-deva aus den Jahren 1264 n. Chr. und 1269 n. Chr. behaupten, dass er über das von Ganapati als Lehen übertragene Gebiet herrschte, das sich von Panagal bei Nalgonda im Norden bis Kaivaram-kota im Süden erstreckte. Andere epigraphische Zeugnisse deuten jedoch darauf hin, dass ein Großteil dieses Gebiets von Verbündeten der Pandya kontrolliert wurde: dem Kalukada-Fürsten Keshava-deva und seinem Bruder Raya-murari Soma-deva.
Eine undatierte Inschrift des Pandya-Prinzen Vikrama in Chidambaram besagt, dass er nicht weiter nach Norden marschiert sei, weil er nicht gegen eine Frau kämpfen wollte, die den Namen eines Königs angenommen hatte. Die Historiker N. Venkataramanayya und M. Somasekhara Sarma vermuten, dass dies eine beschönigende Darstellung für eine gescheiterte Expedition gegen Rudrama ist. Inschriften von Rudrama und ihren Untergebenen in den Gebieten von Kadapa und Nellore deuten darauf hin, dass die Kakatiyas die Kontrolle über einen Teil des Territoriums zurückgewinnen konnten, das sie zuvor an die Pandyas verloren hatten.

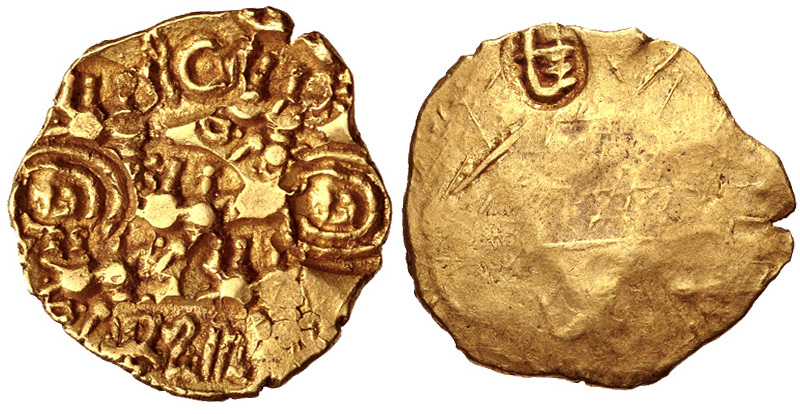
Münze der Telugu-Choda-Fürsten von Nellore 13. Jhdt.

Die Kakatiya-Untergebenen verloren diese Gebiete bald an rivalisierende Fürsten, die vermutlich Vasallen der Pandyas waren. So scheint der Telugu-Choda-Fürst Vijaya Gandagopala die Kayasthas aus ihrem Lehen vertrieben zu haben. Tiru-kalatti-deva II., der älteste Sohn des ehemaligen Choda-Herrschers Manuma-siddhi II., vertrieb den Kakatiya-Fürsten Naga-deva 1263 aus Nellore und regierte offenbar von etwa 1279 bis 1283, bevor ihn ein anderer Choda-Fürst, Manuma-Gandagopala, verdrängte.

## Konflikt mit den Seunas

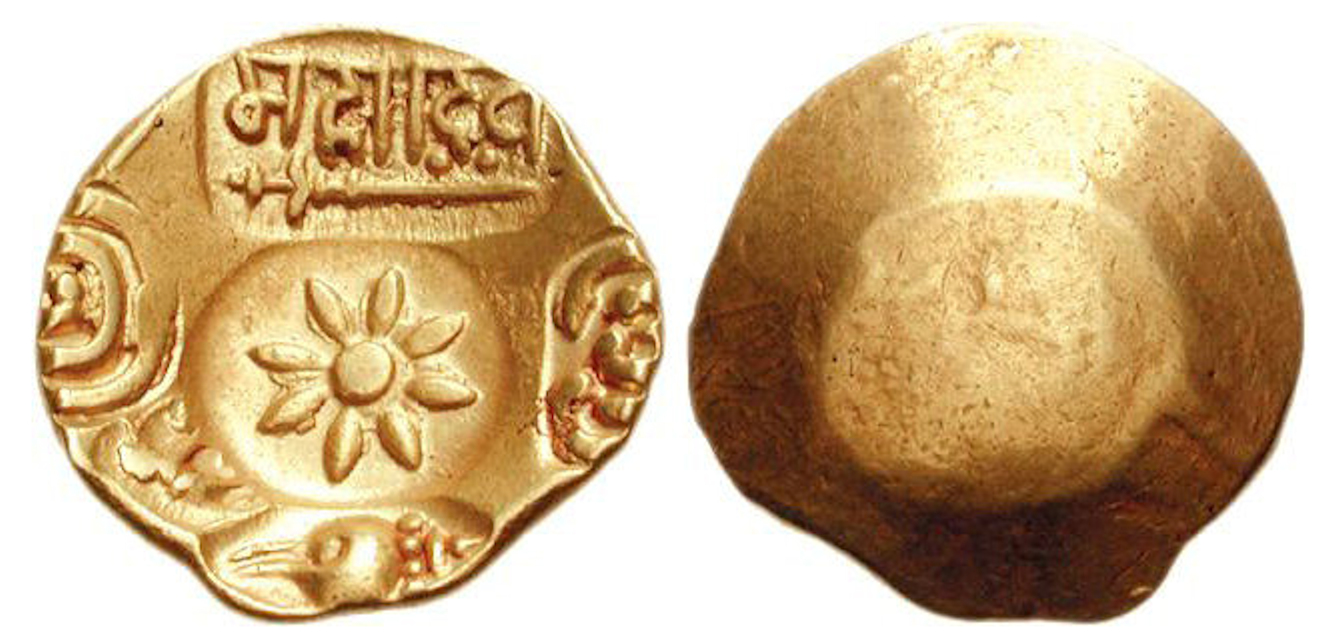
Münze mit dem Schriftzug des Seuna-Königs Mahadeva (1261–1270).

Der Seuna-König Mahadeva Devagiri aus der Seuna-Dynastie fiel während Rudramas Herrschaft in das Kakatiya-Königreich ein. Die Seuna-Aufzeichnungen, darunter Mahadevas Inschriften und seines Ministers Hemāḍapantas Vrata-khanda, berichten von militärischen Erfolgen gegen den Herrscher von Telangana, also Rudrama. Sie behaupten, dass Mahadeva diesen Herrscher wegfegte, „wie ein starker Wind Baumwolle wegfegt“, und dass er „im Kampf die Elefanten und die fünf Musikinstrumente“ dieses Herrschers erobert habe. In der "Vrata-khanda" wird behauptet, Mahadeva habe Rudrama freigelassen, weil er nicht bereit gewesen sei, eine Frau zu töten.

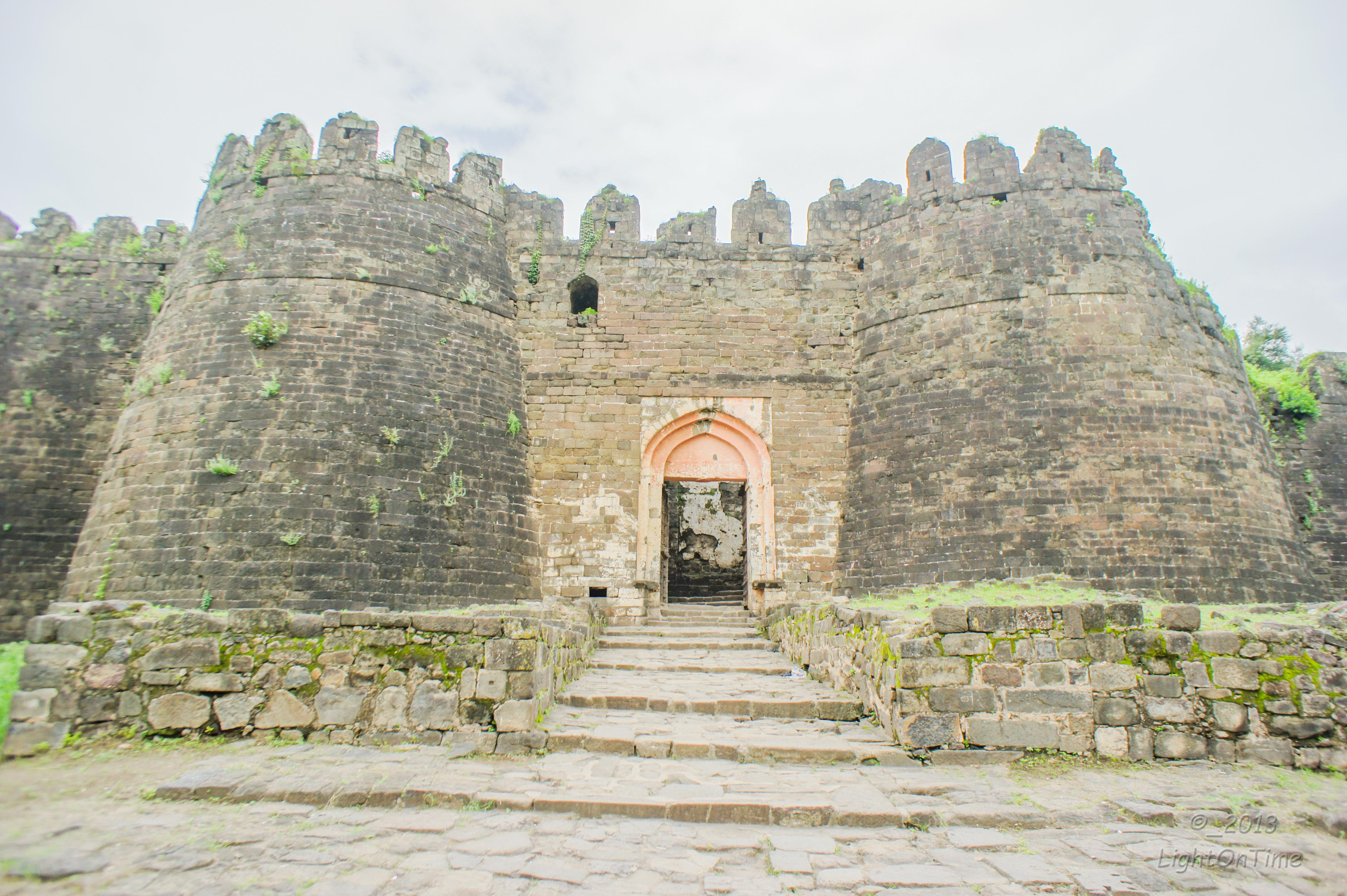
Tor der Seuna-Hauptstadt Devagiri

Aufzeichnungen aus Telangana legen nahe, dass Rudrama die Invasion der Seuna nicht nur zurückschlug, sondern auch einen Teil ihres Territoriums annektierte. Der Text „Pratapa-charitra“ aus dem 17. Jahrhundert beschreibt die Ereignisse so, dass Mahadeva die Kakatiya-Hauptstadt Orugallu 15 Tage lang belagert habe, aber Rudrama ihre Streitkräfte herangeführt habe und seine 300.000 Infanteristen und 100.000 Kavalleristen vernichtet habe. Rudramae habe Mahadeva dann bis in die Seuna-Hauptstadt Devagiri verfolgt, wo er um Frieden gebeten habe. Mahadeva habe zugestimmt, ihr 10 Millionen Goldmünzen als Kriegsentschädigung zu zahlen, und einen Friedensvertrag geschlossen. Rudrama verteilte das Geld unter ihren Kommandanten, errichtete eine Siegessäule im Seuna-Gebiet und kehrte in ihr eigenes Königreich zurück.
Die Behauptungen des „Pratapa-charitra“ über die angebliche Vernichtung der 300.000 Infanteristen und 100.000 Kavalleristen sind offensichtliche Übertreibungen. Epigraphische und numismatische Zeugnisse deuten jedoch darauf hin, dass Rudrama tatsächlich eine Seuna-Invasion abwehrte.
Eine fragmentarische Inschrift der Festung von Bidar erwähnt Rudramas Untergebenen Bhairava aus der Familie Sinda und besagt, dass er Rudrama als Befehlshaber ihrer Armee auf all ihren Expeditionen begleitete. Bidar liegt im südlichen Teil des traditionellen Seuna-Gebiets, und diese Inschrift könnte während Rudramas Offensive gegen die Seunas im Gebiet Bedadakota (heutiges Bidar) entstanden sein. Die Inschrift erwähnt ihren Titel als „Raya-gaja-kesari“, den sie von ihrem Vater geerbt hat.
Eine Inschrift des Seuna-Prinzen Sharnga-pani-deva aus dem Jahr 1267 n. Chr. aus Panagal bei Nalgonda verzeichnet ein Geschenk an den Tempel von Chhaya-Somanatha. Die Inschrift beschreibt ihn als Sohn des Seuna-Königs Simhana und Untergebenen des Kakatiya Manuma-Rudradeva, das heißt Rudrama. Laut dem Historiker M. Somasekhara Sarma ist dieser Sharnga-pani-deva derselbe Sharnga-pani-deva, der in der Hire-Kogilur-Inschrift aus dem Jahr 1268 n. Chr. als Vater von Mahadeva beschrieben wird. Er vermutet, dass Mahadevas Vater Sharnga-pani-deva Panagal während der Seuna-Invasion des Kakatiya-Gebiets eroberte und ihre Oberhoheit nach der Seuna-Niederlage anerkannte.

## Amba-devas Revolte
Die Mitglieder der Familie Kayastha, die ein Lehen im südlichen Teil des Kakatiya-Königreichs besaßen, scheinen während der Herrschaft der Brüder Janniga-dev und Tripurari-deva Rudrama treu ergeben gewesen zu sein. Auch ihr jüngerer Bruder Amba-deva, der 1272 Kayastha-Fürst wurde, scheint Rudrama eine Zeit lang treu gewesen zu sein, wie sein Titel raya-sthapanacharya [dt.: Stütze für das Königreich] anzeigt. In seinen Inschriften wird jedoch kein Oberherr mehr erwähnt, was darauf schließen lässt, dass er bald seine Unabhängigkeit beanspruchte und sein Treueverhältnis zu Rudrama aufgekündet hatte.
Amba-devas Inschrift in Tripurantakam aus dem Jahr 1290 n. Chr. dokumentiert seine militärischen Erfolge, darunter seine Siege über die Feudalherren und Verbündeten von Rudrama. 1273 besiegte er Rudramas Vasallen Shripati Ganapati, den Herrscher des Gebiets Gurindala. Amba-deva behauptet, im Kampf 75 Häuptlingen (nayakas) die Köpfe abgeschlagen zu haben, die Rudrama mutmaßlich aussandte, um Amba-deva nach seinem Sieg über Shripati Ganapati zu unterwerfen. Die Zahl 75 und die Behauptung der Enthauptung sind wahrscheinlich propagandistische Übertreibungen und können dahingehend interpretiert werden, dass Amba-deva einfach die gesamte Kakatiya-Armee besiegt hat. Irgendwann vor 1281 ernannte Amba-deva Manuma Ganda-gopala zum Fürsten von Nellore. Amba-deva besiegte auch den mutmaßlichen Kakatiya-Vasallen Manu-Mallideva, den Herrscher der Eruvu-Region, und annektierte seine Gebiete.
Mit diesen Siegen schuf Amba-deva ein unabhängiges Fürstentum, das fast alle ehemaligen südwestlichen Teile des Kakatiya-Gebiets südlich des Krishna-Flusses umfasste. Als Folge davon war das Königreich Kakatiya zum Zeitpunkt von Rudramas Tod kleiner als das, das sie geerbt hatte; dennoch war es immer noch größer als zu Beginn der Herrschaft ihres Vaters. Die Verteilung der Inschriften, die sie als Herrscherin erwähnen, lässt darauf schließen, dass sich der Einflussbereich Kakatiyas während ihrer Herrschaft verkleinerte.

## Rudramas Tod

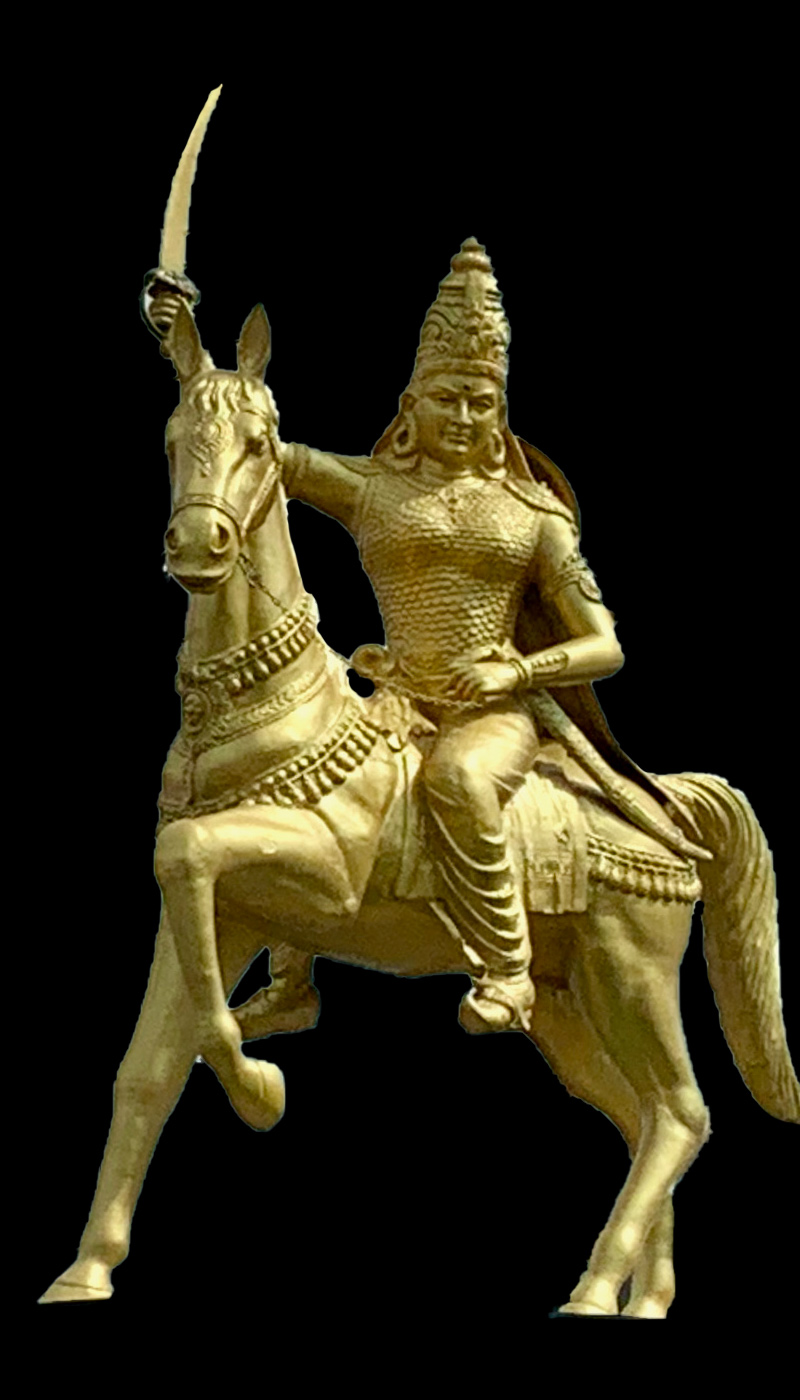
Reiterstatue von Rudrama Devi

Rudrama scheint im November 1289 n. Chr. durch Amba-devas Truppen getötet worden zu sein. Die Inschrift von Chandupatla vom 27. November 1289 berichtet von der Schenkung eines Landes durch den Krieger Puvvula Mummadi an den Gott Soma-natha-deva für die Verdienste von Rudrama und ihrem General Mallikarjuna-nayaka. Es heißt, dass beide Shiva-loka erreicht hatten, das heißt, vermutlich wenige Tage vor dem Datum der Aufzeichnung gestorben waren. Inschriften legen nahe, dass Rudrama und ihr General Mallikarjuna gleichzeitig starben. Laut dem Historiker P. V. P. Sastry war Rudrama zu dieser Zeit wahrscheinlich sehr alt – etwa achtzig Jahre – und führte ihre Truppen daher wahrscheinlich nicht selbst in eine Schlacht. Sie könnte jedoch ihre Armee – unter dem Kommando von Mallikarjuna – begleitet haben, um sie zu inspirieren.
2017 identifizierte der Archäologe D. Kanna Babu zwei Skulpturen im Pochalamma-Tempel in Bollikunta als Darstellungen von Rudrama. Die erste Skulptur zeigt sie auf einem Pferd mit Zügeln in der linken Hand und einem Schwert in der rechten Hand, darüber hängt ein Regenschirm als königliche Insigne. Die zweite Skulptur zeigt sie müde, traurig sitzend und nach links geneigt, der königliche Regenschirm fehlt, vermutlich, weil sie ihn in der Schlacht verloren hat. Dabei steht ein Wasserbüffel – das Reittier von Yama, dem Todesgott. Nach Babus Interpretation zeigen die Skulpturen Rudramas Tod in einer Schlacht gegen Amba-deva.
Um 1291, nun unter der Herrschaft von Rudramas Nachfolger Prataparudra II., besiegten die Kakatiya-Streitkräfte Amba-deva.

## Rudramas Herrschaftssystem
Laut einem Text aus dem frühen 14. Jahrhundert betrachtete Rudramas Vater Ganapati sie als einem Sohn ebenbürtig und beschloss daher, sie wie eine männliche Person zu behandeln. Rudrama betonte dieses männliche Erscheinungsbild, um in einer patrilinearen Gesellschaft zu herrschen, die Frauen traditionell von der politischen Macht ausschloss: Sie nahm einen männlichen Namen an und trug maskuline Kleidung. Ihr Ehemann Vira-bhadra wird in historischen Aufzeichnungen nur selten erwähnt und nahm nicht aktiv an der Herrschaft teil.
Rudrama rekrutierte mehrere nicht-aristokratische Krieger für den Dienst im Kakatiya-Reich: Ihr Nachfolger Prataparudra sowie die späteren Kaiser von Vijayanagara übernahmen diese Politik ebenfalls. Inschriften deuten darauf hin, dass während und nach der späten Regierungszeit Ganapatis die Zahl und der Anteil der Offiziere (im Gegensatz zu Fürsten und Prinzen) unter den Personen, die die Oberherrschaft Kakatiyas anerkannten, erheblich zunahm. In der Kakatiya-Regierung tauchten Offiziere mit der Bezeichnung „Anga-Rakshaka“ [Leibwächter] erstmals während Rudramas Herrschaft auf, sie verschwanden wieder während der Herrschaft ihres Nachfolgers Prataparudra.
Die Malayala- und Recherla-Heerführer, die während der Herrschaft der vorhergehenden Könige Rudra und Ganapati eine wichtige Rolle spielten, scheinen sich während Rudramas Herrschaft aus dem aktiven Dienst zurückgezogen zu haben. Neue Heerführer wie Gona Ganna Reddi und die Velamas waren während ihrer Zeit wichtige Generäle.
Rudramas Herrschaft stützte sich auf eine Reihe von Familien, deren Fürsten die regionalen Vertreter der Macht waren. Die Kayastha-Brüder Janniga-deva, Tripurantaka und Amba-deva regierten nacheinander. Amba-deva scheint Rudrama einige Zeit treu ergeben gewesen zu sein, wie sein Titel „raya-sthapan-acharya“ nahelegt, bevor er gegen sie revoltierte. Die Are-Vasallen waren vom westlichen Dekkan in das Gebiet von Sri Sailam gekommen, das als „Are-bhumi“ oder „Are-vidu“ bekannt wurde. Sharnga-pani-deva, ein Sohn des Seuna-Königs Simhana, war der wichtigste Are-Vasall von Rudrama. Bhairava, Sohn von Maila aus der Familie Sinda, war ein Vasall von Rudrama und unterstützte die Königin laut der Bidar-Inschrift bei ihren erfolgreichen Feldzügen in Vengi, Dravila und dem Königreich Seuna. Sura, ein Heerführer aus der Viriyala-Familie, diente der Königin als Militärkommandeur (Senadhipati) in der nördlichen Region. Vertreter der Cheraku-Familie dienten als Rudramas Kommandeure in der südlichen Region. Der Minister („Maha-Pradhana“) und Kommandant („Senadhipati“) Annaya-deva aus der Familie Induluri war Rudramas Schwiegersohn. Ponkala Mallaya Preggada, ein weiterer „Maha-Pradhana“, hatte das Amt des „Bahattara-Niyogadhipati“ inne, der 72 „Niyoga“ [königliche Ämter] leitete.

## Bautätigkeit

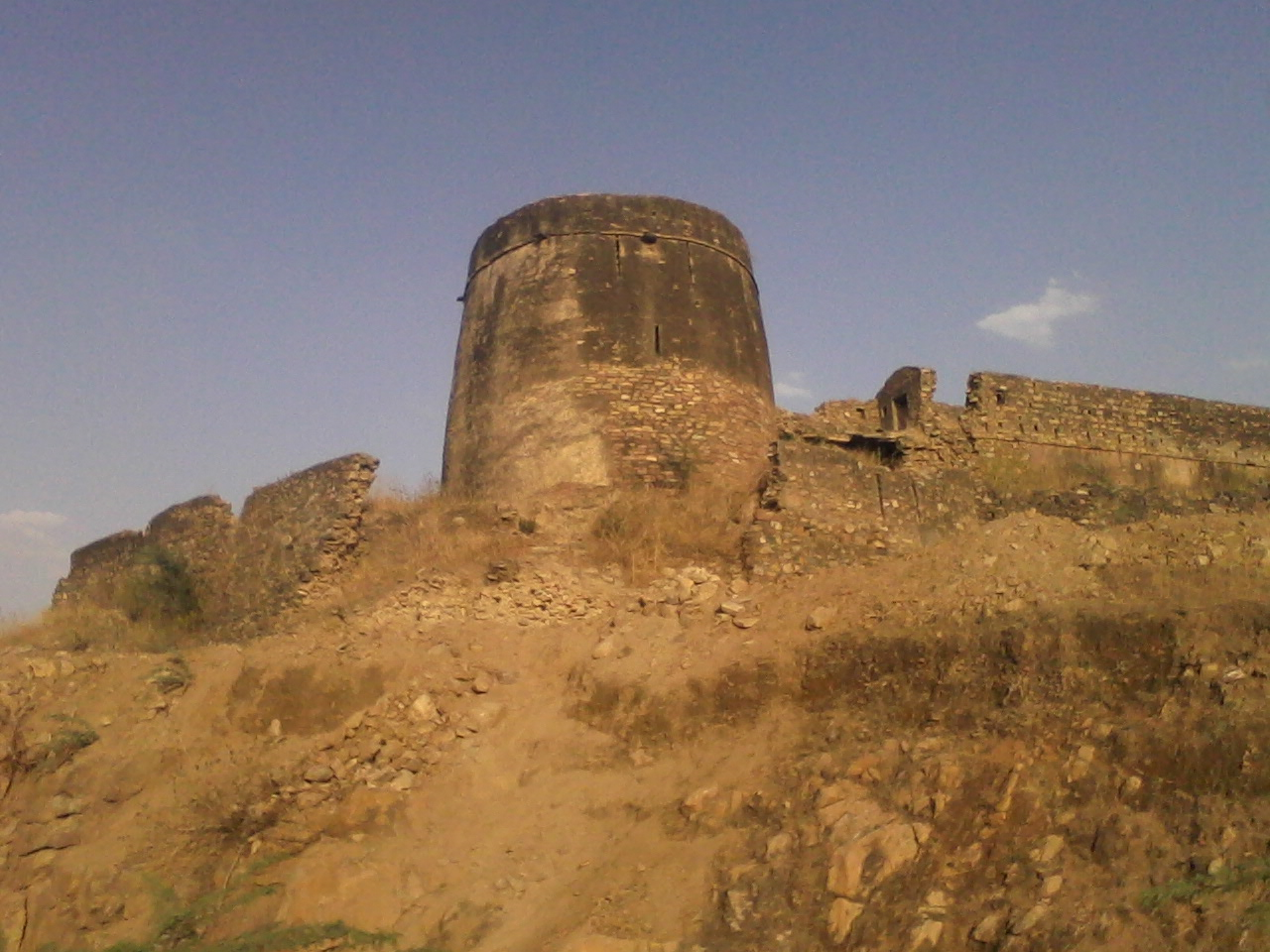
Festungsanlage von Warangal

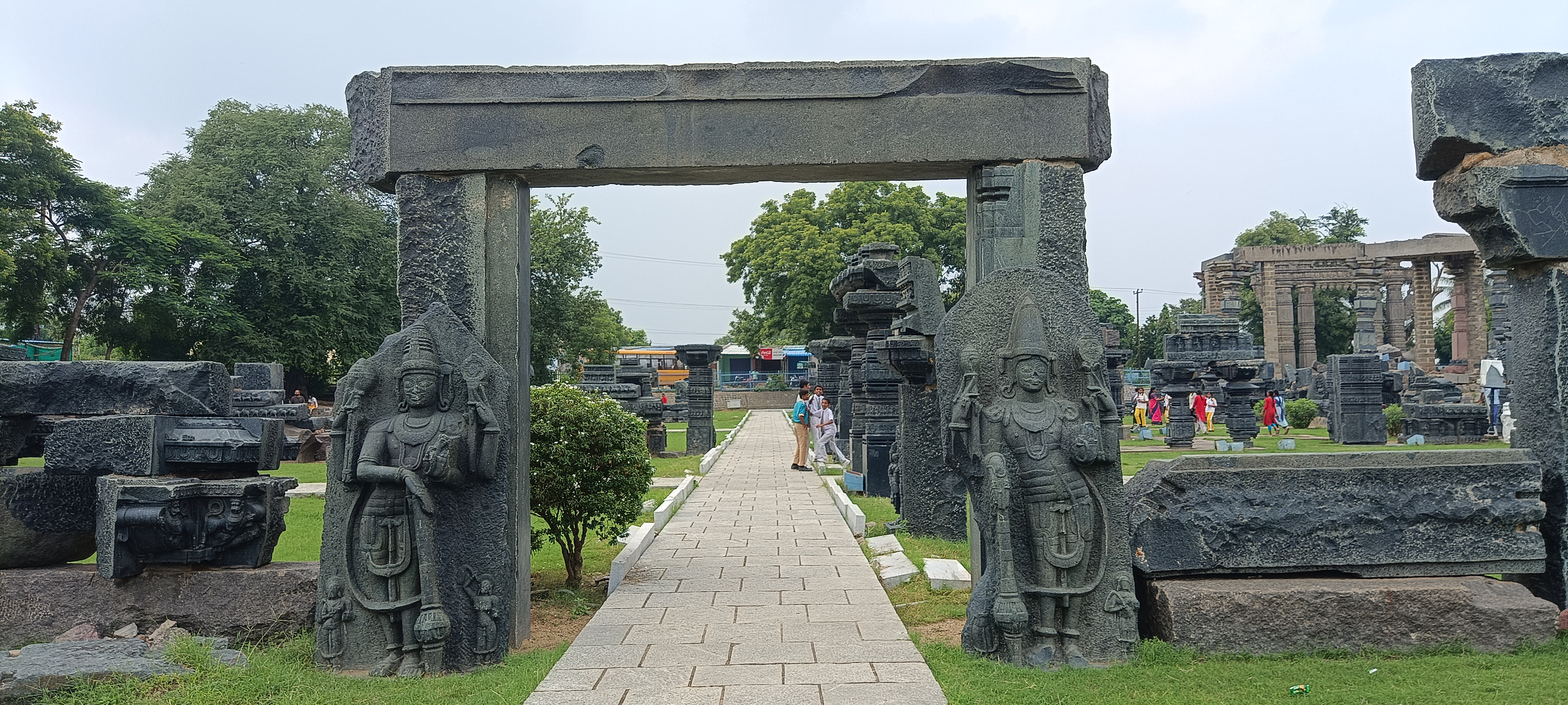
Straße in der Festung von Warangal

Rudrama setzte die Befestigung von Warangal fort, indem sie die Höhe einer etwa 1,2 km langen Kurtinalmauer auf 6 m erhöhte. Diese Mauer bestand aus Granitblöcken, war von einem breiten Graben umgeben und hatte 45 Bastionen mit einer Kantenlänge von 12 bis 18 m. Sie gab auch den Bau einer äußeren Erdmauer mit einem Durchmesser von 2,4 km in Auftrag, die von einem zusätzlichen 46 m breiten Graben umgeben war.
Rudrama errichtete in der Festung Warangal ein Ranga-Mandapa, das ihrer Familiengottheit Swayambhu-deva (Shiva) gewidmet war. Eine Skulptur, die in den Ruinen dieses Bauwerks entdeckt wurde, zeigt sie als Kriegerin auf einem Löwen, die einen Dolch und einen Schild in den Händen hält. Das Bild zeigt auch einen Elefanten, der einen Lotus in seinem Rüssel hält: Laut dem Historiker P. V. P. Sastry stellt es Rudramas Titel Raya-gaja-kesari dar.

## Familie und Nachfolge
Rudrama und ihr Ehemann Vira-bhadra hatten drei Töchter: Mummadamma, Rudrama und Ruyyama (auch bekannt als Ruyyamba). Gemäß Vidyanathas „Prataparudra-Yashobhushan“ heiratete Mummadamma Mahadeva. Rudrama, die Prinzessin, die den Namen ihrer Mutter trug, heiratete den Seuna-Prinzen Yellana-deva (oder Ellana-deva) der ein Lehen in der Nähe von Guntur besaß. Ruyyama heiratete den Minister und Kommandanten Annaya-deva aus der Familie Induluri, der ein Sohn von Gannaya war.
Rudrama hatte eine Schwester namens Ganapama-devi (oder Ganapamba), die Beta aus der Kota-Dynastie in Andhra heiratete.
Da Königin Rudrama keinen Sohn hatte, empfahl ihr Vater Ganapati ihr, Mummadammas Sohn, Rudramas Enkel Prataparudra (auch Vira-rudra), als ihren eigenen Sohn zu adoptieren. Rudrama tat dies und ernannte Prataparudra II. zu ihrem Nachfolger. Nach dem Tod von Prataparudra 1323 fiel das Kakatiya-Reich an den Sultan von Delhi.

## Rezeption
Unter den historischen Herrschern Indiens gehörte Rudrama zu den erfolgreichsten Herrscherinnen des mittelalterlichen Südasiens, sowohl hinsichtlich der Dauer ihrer Herrschaft als auch hinsichtlich der Fläche ihres Königreichs. Im 20. Jahrhundert wurde sie als eine Quelle regionalen Stolzes in Andhra Pradesh, später auch in Telangana wiederentdeckt. Nach ihr ist eine Kategorie des Nari Shakti Puraskar, des höchsten indischen Staatspreises für Frauen, benannt.
Im Jahr 2015 drehte der telugische Filmemacher Gunasekhar den Film Rudhramadevi als Biographie von Rudrama Devi, in dem Anushka Shetty die Titelrolle spielte.
Die indische Filmgesellschaft Peninsula Pictures produzierte eine Fernsehserie für den Kanal Star Maa mit dem Titel Rudramadevi, die in 100 Episoden die Kindheit von Rudramadevi vorstellte.